# فندق ماندارين أورينتال (هونغ كونغ)
ماندارين أورينتال، هونغ كونغ ((بالصينية: 香港文華東方酒店)) فندق خمس نجوم يقع في طريق كونوت في وسط، هونغ كونغ، مملوك ويدار من قبل مجموعة فنادق ماندارين أورينتال. افتتح الفندق أبوابه في عام 1963 باسم "الماندرين"، وسرعان ما لفت الانتباه تقديرا لخدماته وأناقته. في عام 2005 أنفق الفندق 150 مليون دولار لترميم الغرف ال501 والمطاعم العشرة، وكذلك لبناء ثلاثة طوابق لسبا مدندارين، واحد من ثلاثة فقط من المنتجعات الصحية المصنفة خمس نجوم في هونغ كونغ.

## روابط خارجية
- Mandarin Oriental, Hong Kong